# Emma Vieceli
Emma Vieceli est une artiste et auteure de bandes dessinées britannique née le 13 juin 1979.

## Biographie
Emma Vieceli naît le 13 juin 1979 dans le comté d'Essex. Elle suit une formation de théâtre et de littérature anglaise. En 2002, elle rejoint Sweatdrop Studios, un collectif d'auteurs de mangas, en amateur. Grâce au collectif, elle publie sa propre série de bandes dessinées Dragon Heir, et contribue à plusieurs anthologies. Elle encourage de jeunes artistes, organise des concours et crée des évènements pour la plateforme.
En 2005, Sonia Leong, une collègue de Sweatdrop Studios, collabore avec les organisateurs du MCM London Comic Con, une convention de fiction. Elle y crée le Comic Village, qui présente une combinaison de créateurs de bandes dessinées indépendants et de grands noms de la bande dessinée grand public. En 2007, Emma Vieceli devient indépendante après avoir été engagée, avec Sonia Leong, pour l'adaptation en bande dessinée d'Hamlet de William Shakespeare par la maison d'édition Self Made Hero.
Emma Vieceli publie ensuite l'adaptation en bande dessinée de Beaucoup de bruit pour rien et un jeu de cartes à collectionner Herocard Cyberspace pour Tablestar Games. En 2008, elle crée Violet pour l'hebdomadaire de bande dessinée pour enfants The DFC. En 2011, elle fournit des illustrations pour un roman graphique basé sur la série de livres Vampire Academy.
En 2014, Emma Vieceli et Malin Ryden créent le webcomic BREAKS - une histoire LGBT publiée page par page en ligne chaque semaine, et dont le premier volume est imprimé par Soaring Penguin Press en 2017. Elle commence alors à retenir l'attention pour des bandes dessinées grand public, fournissant des illustrations pour des titres tels que The Wicked + The Divine (Image Comics), Sensation Comics mettant en vedette Wonder Woman, The Adventures of Supergirl (DC Comics), Dead Boy Detectives (Vertigo Comics), Young Avengers (Marvel Comics) ou l'anthologie Love Is Love (IDW Publishing) publiée pour collecter des fonds pour les familles des victimes de la fusillade dans la boîte de nuit d'Orlando. Elle travaille sur divers titres basés sur les séries Doctor Who, Jem et les Hologrammes et Retour vers le futur et dessine les couvertures pour l'adaptation en BD de romans de Ben Aaronovitch. En 2018, elle est l'auteure de la bande dessinée de Titan Comics basée sur le jeu vidéo primé Life Is Strange, illustrée par Claudia Leonardi.
En dehors de la bande dessinée, Emma Vieceli co-présente la quotidienne d'Anime Network sur la chaîne satellite Propeller TV, et apparaît régulièrement sur scène avec la Cambridge Theatre Company. En 2019, elle joue dans une adaptation musicale du roman Les Quatre Filles du docteur March de Louisa May Alcott. Elle a également travaillé pour la chaîne de télévision A&E.